# Paul Satterfield (attore)
Paul Parsons Satterfield II (Nashville, 19 agosto 1960) è un attore statunitense, attivo principalmente in campo televisivo .

## Biografia
Complessivamente, tra cinema e - soprattutto - televisione, è apparso in una quarantina di differenti produzioni, a partire dalla metà degli anni ottanta Tra i suoi ruoli principali, figurano quello di Steve Armstrong nel film Arena (1989), quello di Tom Massick nella serie televisiva Savannah (1996-1997) e quello del Dottor Spencer Truman nella soap opera Una vita da vivere (2005-2007).
È nipote della cantante Rita Coolidge (sorella della madre Priscilla) ed ex-figliastro di Ed Bradley.
È stato spesso scambiato, per via della somiglianza tra i due, con lo scomparso attore Christopher Reeve.

### Vita privata
È divorziato da Elizabeth Wells (sposata nel 1996), dalla quale ha avuto due bambini.

## Filmografia

### Cinema
- Creepshow 2, regia di Michael Gornick (1987)
- Arena, regia di Peter Manoogian (1989)
- Duty Dating, regia di Cherry Norris (2002)
- Una settimana da Dio (Bruce Almighty), regia di Tom Shadyac (2003)
- Rancid, regia di Jack Ersgard (2004)

### Televisione
- Hunter - serie TV, 1 episodio (1986)
- Teddy Z - serie TV, 1 episodio (1989)
- Dieci sono pochi (Just the Ten of Us) - serie TV, 1 episodio (1990)
- Beverly Hills 90210 - serie TV, 1 episodio (1991)
- General Hospital - soap opera (1991-1994) - ruolo: Paul Hornsby
- Hotel Malibu - serie TV, 6 episodi (1994) - Mark Whitsett
- Family Album - miniserie TV (1994) - Paul Steel
- University Hospital - serie TV, 1 episodio (1995)
- Hope & Gloria - serie TV, 1 episodio (1995)
- La legge di Burke - serie TV, 1 episodio (1995)
- Too Something - serie TV, 1 episodio (1995)
- Murder One - serie TV, 2 episodi (1995)
- Renegade - serie TV, 1 episodio (1995)
- Le nuove avventure di Flipper - serie TV, 1 episodio (1995)
- Savannah - serie TV, 34 episodi (1996-1997) - Tom Massick
- Pacific Palisades - serie TV, 5 episodi (1997) - John Graham
- L'atelier di Veronica - serie TV, 1 episodio (1997)
- Settimo cielo - serie TV, 3 episodi (1997-1998) - Mister Koper
- Poltergeist - serie TV, 1 episodio (1998)
- Love Boat - The Next Wave - serie TV, 1 episodio (1998)
- Beautiful - soap opera, 79 episodi (1998-1999) - Dott. Peter Peterson
- Ultime dal cielo - serie TV, 1 episodio (1999)
- Hefner: Unauthorized, regia di Peter Werner - film TV (1999)
- Profiler - Intuizioni mortali - serie TV, 1 episodio (2000)
- Jarod il camaleonte - serie TV, 1 episodio (2000)
- V.I.P. - serie TV, 1 episodio (2000)
- Just Shoot Me! - serie TV, 1 episodio (2000)
- Will & Grace - serie TV, episodio 3x18 (2001)
- Inside Schwartz - serie TV, 1 episodio (2001)
- Living Straight, regia di Frank Bonner - film TV (2003)
- Coupling - serie TV, 1 episodio (2003)
- La libreria del mistero, episodio Il weekend del mistero - serie TV (2005)
- Una vita da vivere - soap opera, 53 episodi (2005-2007) - Dott. Spencer Truman
- The Bay - serie TV, 6 episodi (2011) - Lee Neeson

## Doppiatori italiani
- Luca Ward in Savannah[5][6]
- Massimiliano Manfredi in Beautiful
- Angelo Maggi in La libreria del mistero